# Blek sporrspindel
Blek sporrspindel (Cheiracanthium campestre) är en spindelart som beskrevs av Hans Lohmander 1944. Blek sporrspindel ingår i släktet Cheiracanthium och familjen sporrspindlar. Arten är reproducerande i Sverige. Inga underarter finns listade.